# Seydlitz (croiseur lourd)
Pour les articles homonymes, voir Seydlitz.
Ne doit pas être confondu avec SMS Seydlitz.

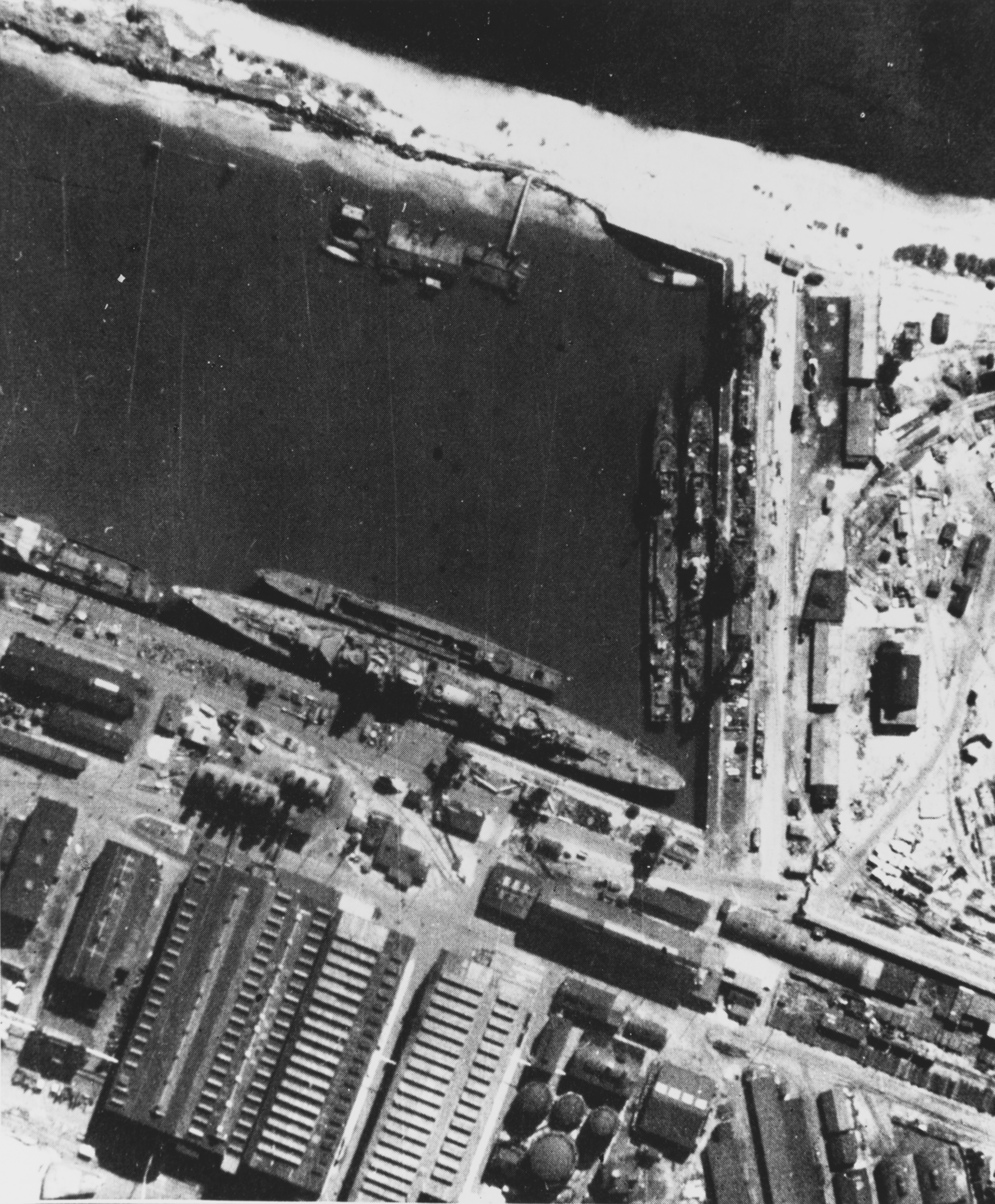
Le Seydlitz à quai en 1942.

Le Seydlitz est un croiseur lourd de la Kriegsmarine, quatrième navire de la classe Admiral Hipper. Il ne fut jamais achevé.
La construction du navire commence en décembre 1936. Il est lancé en janvier 1939 mais le déclenchement de la Seconde Guerre mondiale a ralenti son achèvement et le travail a finalement été arrêté à l'été 1940 à environ ses 95 % d'avancement. Il mesurait 210 m de long et devait filer à 32 nœuds. Le navire inachevé est demeuré inactif jusqu'en mars 1942, lorsque la Kriegsmarine a décidé de le convertir en porte-avions auxiliaire, le renommant Weser.
Le navire devait recevoir un complément de dix Messerschmitt Bf 109 et dix Junkers Ju 87. Il a cependant été remorqué incomplet à Königsberg où il a finalement été sabordé. Il a été saisi par l'Armée rouge dans l'idée de fournir des pièces de rechange pour leur croiseur de classe Hipper, le Lützow, pris aux Allemands mais a finalement été envoyé à la ferraille. Le Lützow fut rebaptisé Petropavlovsk en septembre 1940, coulé en septembre 1941, renfloué en septembre 1942 puis renommé Tallinn en 1943 puis Dniepr en 1953.

## Crédits
- (en) Cet article est partiellement ou en totalité issu de l’article de Wikipédia en anglais intitulé « German cruiser Seydlitz » (voir la liste des auteurs).